# Musée des Amériques d'Auch
Le musée des Amériques - Auch, précédemment dénommé musée des Jacobins, situé à Auch dans le Gers, abrite la deuxième plus grande collection d'objets précolombiens de France après celle du musée du Quai Branly - Jacques-Chirac.
Le musée se trouve au pied de la vieille ville, entre les berges du Gers et la cathédrale Sainte-Marie.

## Histoire
Créé le 16 décembre 1793, le musée est l'un des plus anciens de France. Plus de 20 000 objets y sont conservés, dont plus de 8 000 œuvres d'art précolombien. Depuis quelques années, le musée est en étroite collaboration avec le musée du Quai Branly.
Le bâtiment qui abrite le musée est un couvent jacobin du début du XVe siècle, inscrit sur l'inventaire supplémentaire des monuments historiques. Le musée y fut transféré en 1979 à la suite d'une importante campagne de restauration.

### Guillaume Pujos
Guillaume Pujos, né à Auch le 8 août 1852, est un jeune Auscitain qui en 1879 s'est installé au Chili. Il exerçait la profession de tailleur avant son départ pour l'Amérique latine.
En 1865, la crise du phylloxera provoque le départ de nombreux Gascons en Amérique latine. Pour autant, il n'y a aucun lien direct avec le départ de Guillaume Pujos au Chili.
Durant son voyage en Amérique latine, il reste principalement à Santiago ; cependant il voyage sur l'ensemble de l'Amérique latine, comme l'attestent ses objets rapportés. C'est en 1906 que Guillaume Pujos revient en France, après le tremblement de terre qui a frappé la capitale chilienne.
À son retour en France, Guillaume Pujos est nommé vice-consul d'Espagne, puis devient conservateur du musée en 1911, jusqu'à son décès en 1921. Sur son testament, il lègue l'ensemble de sa collection à la ville d'Auch.
C'est depuis sa mort que le musée des Amériques - Auch possède une collection d'art précolombien. Il y a eu d'autres donateurs pour cette collection, comme le musée des Eyzies de Tayac en 1953 et le musée d'Annecy en 1955. Mais c'est grâce à la donation exceptionnelle de madame Lions en 2006, de plus de 6 500 pièces, que le musée possède la deuxième collection publique d'art précolombien en France.

## Collections
Les collections du musée s'organisent autour de six sections :  
- Archéologie précolombienne (la 2e collection publique de France),
- Art sacré latino-américain,
- Antiquités :
  - Antiquités égyptiennes
  - Archéologie locale (antiquités gallo-romaines)
- Art médiéval (sculptures polychromes de Vierge à l'Enfant),
- Art décoratif et mobilier (faïence, mobilier, instruments de musique)
- Art et traditions populaires de Gascogne (costumes traditionnels),
- Beaux-arts : peintures et sculptures du XVIIe au XXe siècle (Jacob et Jean-Baptiste Smets, Gabriel Lettu, Antonin Carlès, Jean-Louis Rouméguère, Mario Cavaglieri).

La salle «Trésors du Pérou» et la galerie Andine contiennent des œuvres encore jamais exposées (céramiques, textile, orfèvrerie), directement sorties des ateliers de restauration,.
Dès l'entrée, le musée présente sa collection d'art égyptien puis toujours au premier étage se situent trois galeries représentant l'art américain ; c'est dans cette catégorie que se trouve la deuxième plus grande collection d'art précolombien de France.
Ensuite, en montant les escaliers menant au deuxième étage, est présentée la collection des Beaux-Arts du XVIIIe siècle.
Au deuxième étage se trouve d'abord la collection d'art et traditions populaire, et à côté de la collection sur le rugby on trouve l'exposition d'art gallo-romaine.
À la suite de l'exposition Gallo-romaine se trouve la collection d'art du Moyen Âge. 

### La collection d'art précolombien
Le musée des Amériques - Auch possède aujourd'hui plus de 8 000 objets d'art précolombien, ce qui en fait le deuxième musée de France après le musée du Quai Branly à Paris (10% des collections d'art précolombien de France sont au musée des Amériques, 80% sont au Quai Branly).

## Œuvres majeures
- Statue de l'empereur Trajan, datant du Ier siècle, retrouvée près de Rome au XVIIIe siècle, provient de la collection Borghèse.
- La Messe de saint Grégoire : plus ancien tableau de plumes colonial conservé au monde. Daté de 1539, ce tableau a été réalisé en mosaïque de plumes selon une technique précolombienne. Il fut présenté à Paris, du 18 mars 2008 au 19 juillet 2009, dans le cadre de l'exposition Planète Métisse au musée du quai Branly[9].
- Buste de Louis XVI en marbre attribué à Houdon et classé au titre des Monuments Historiques[10].

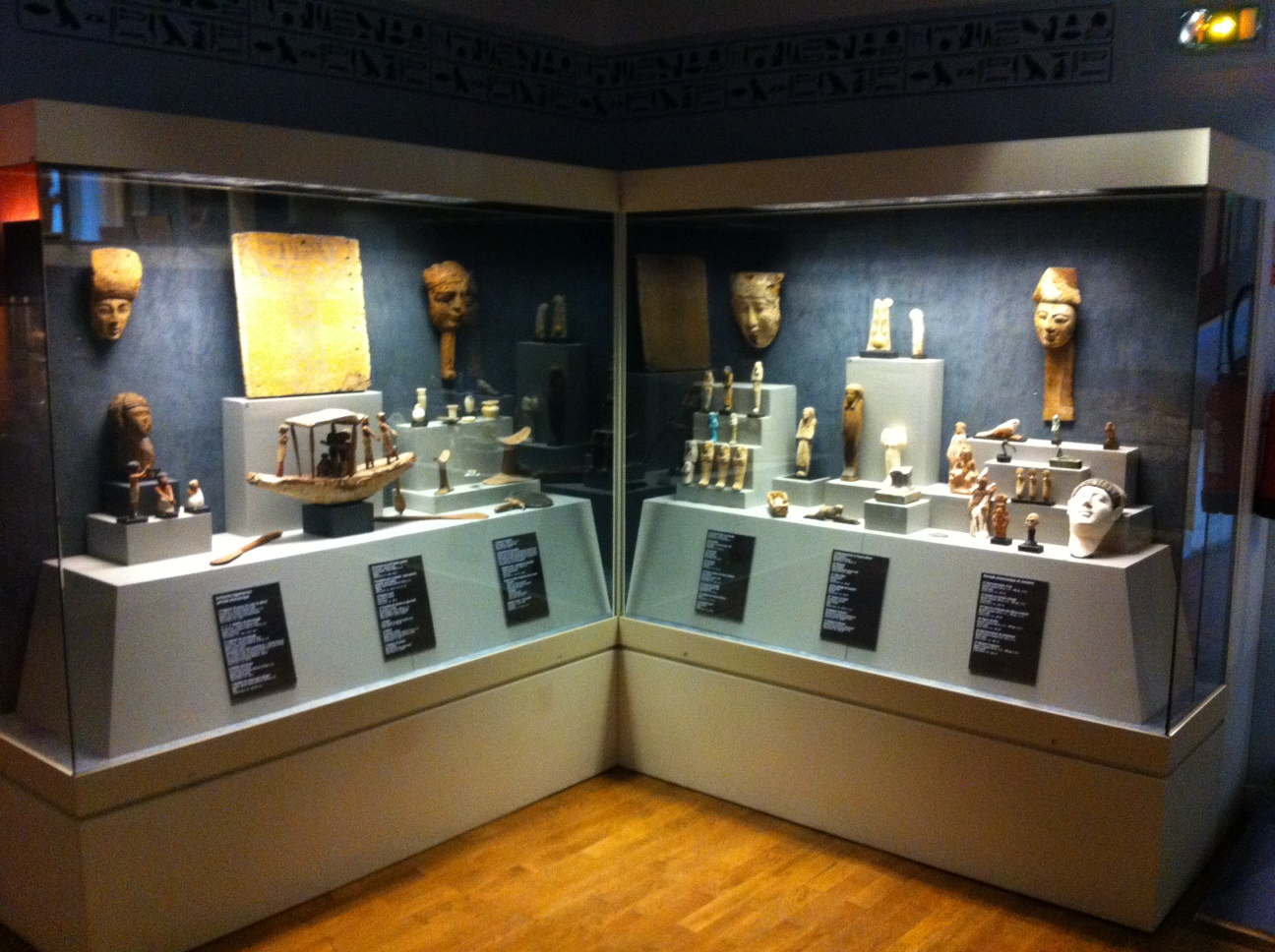
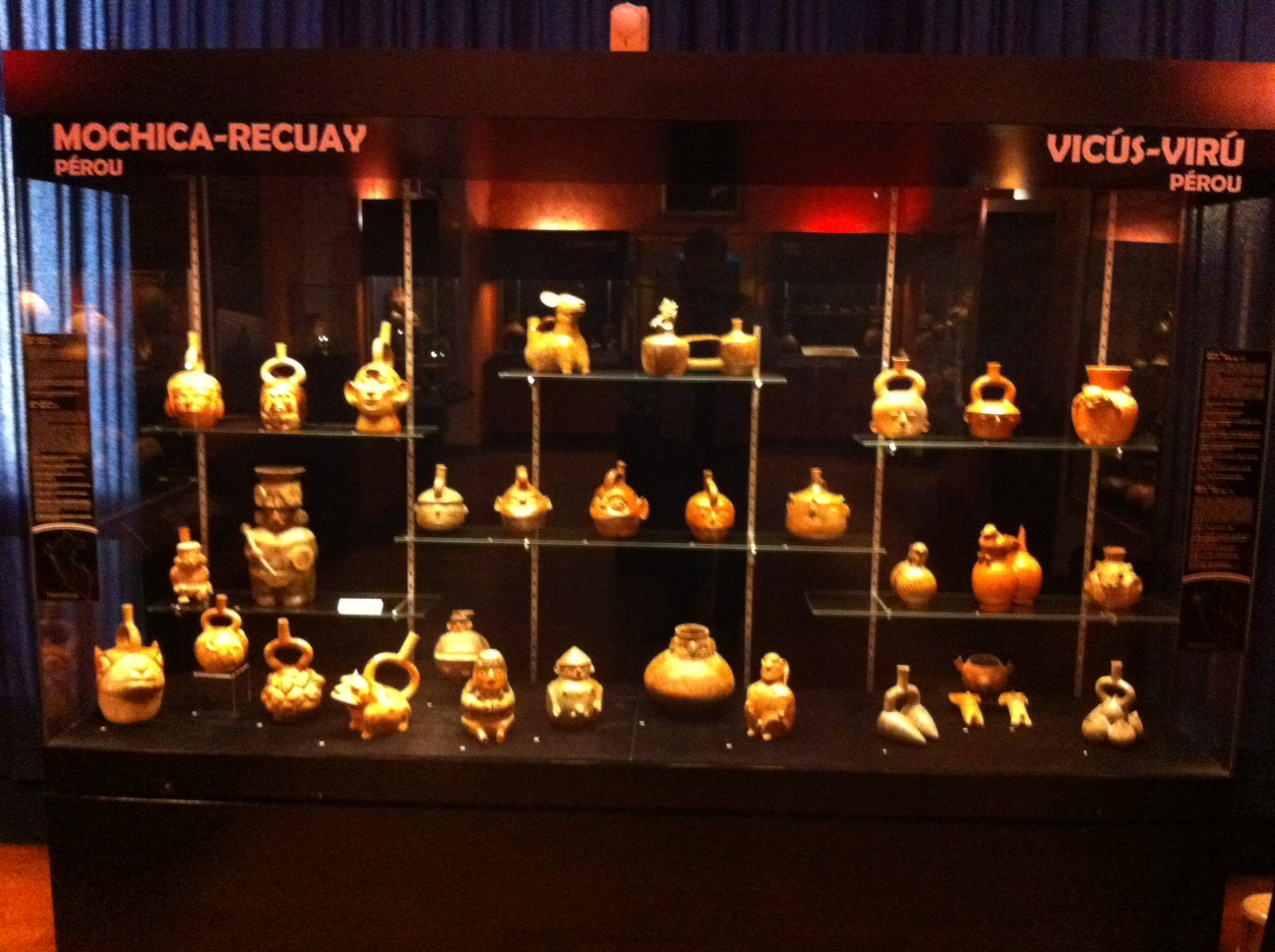
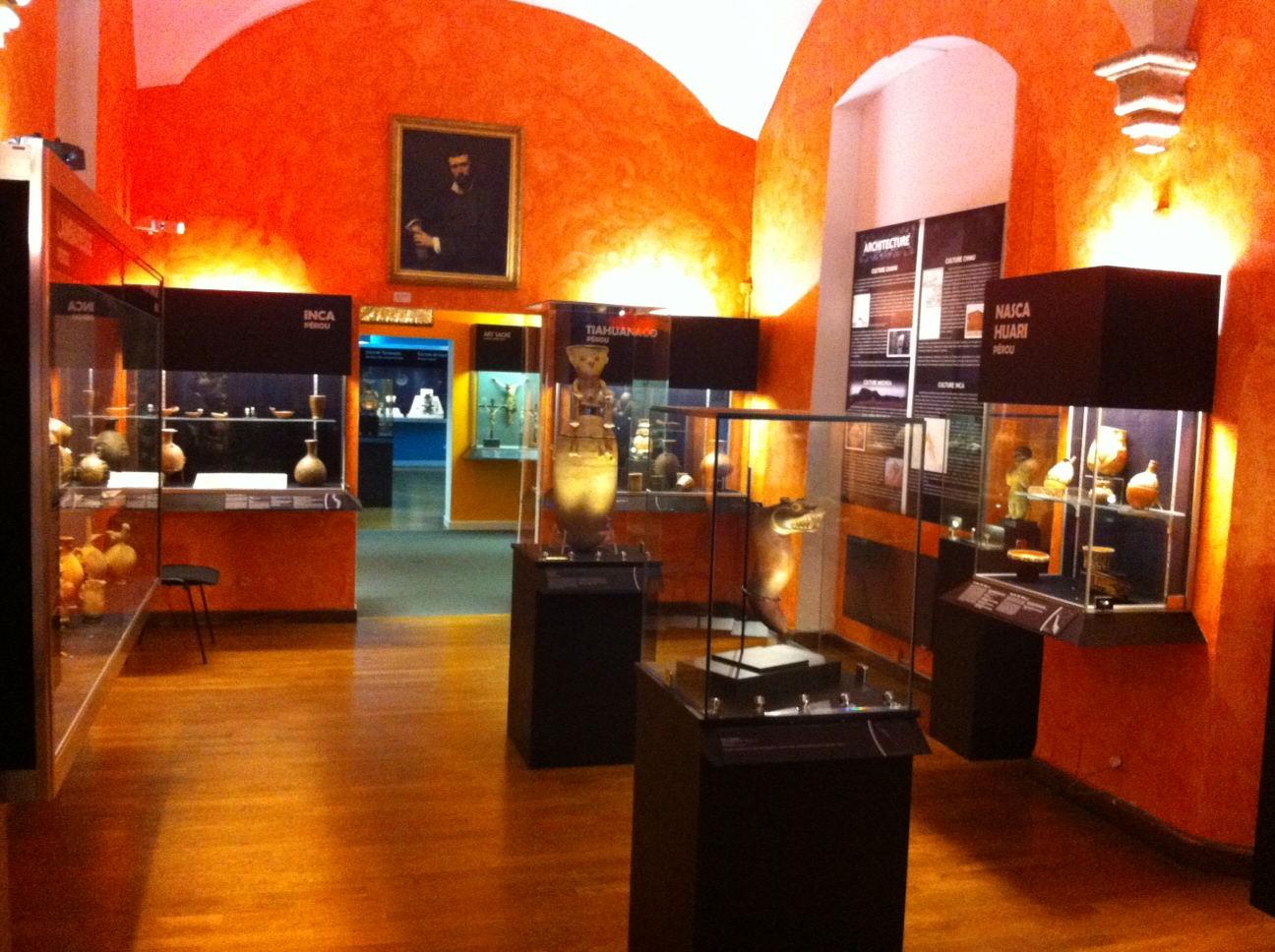
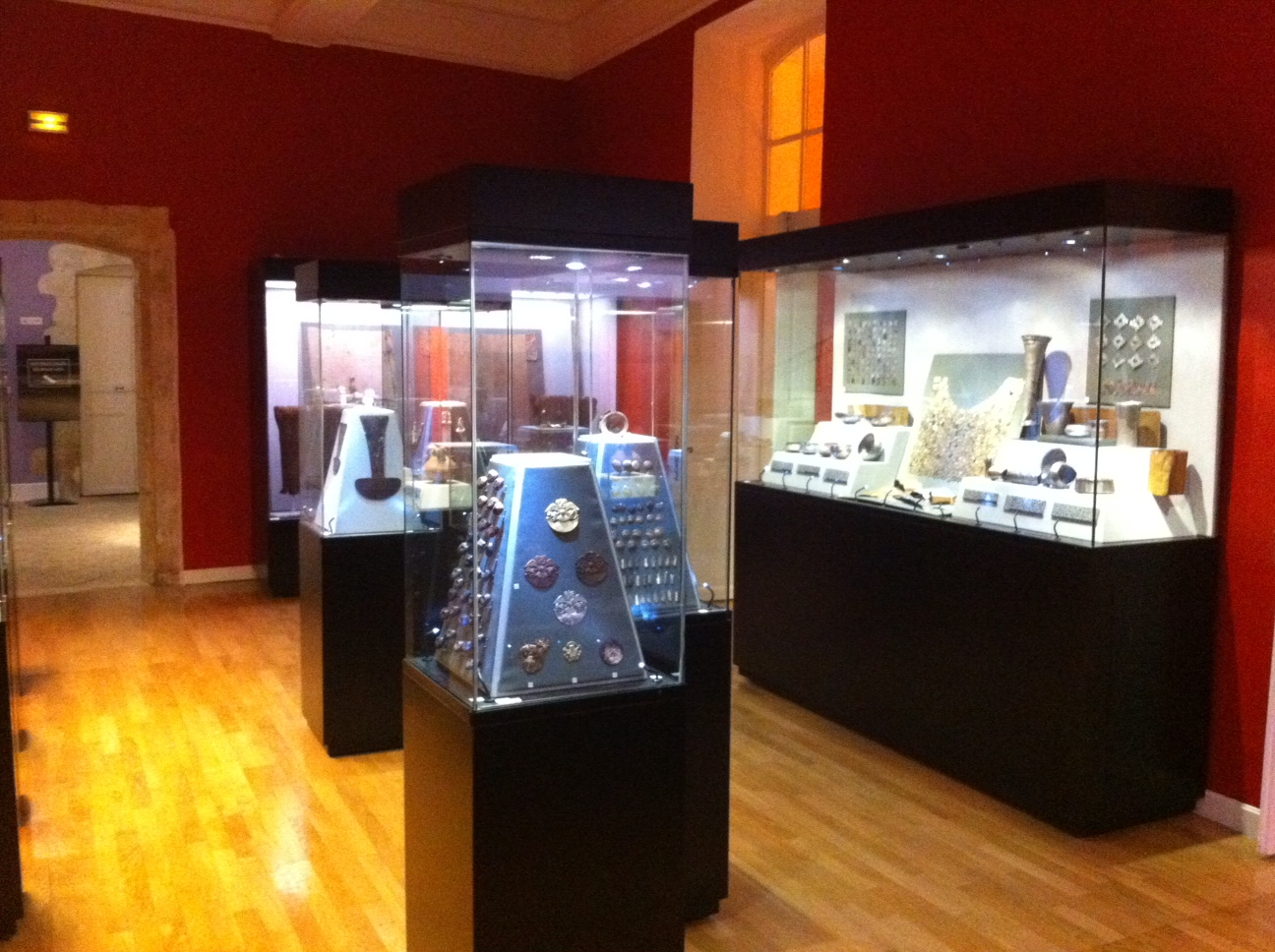

## Jardin
Le jardin du musée est un parc à la française de 1 600 m2. Il propose une évocation des plantes décoratives et comestibles rapportées des Amériques par les Conquistadors, rappelant ainsi la collection du musée, dont il constitue l'entrée.

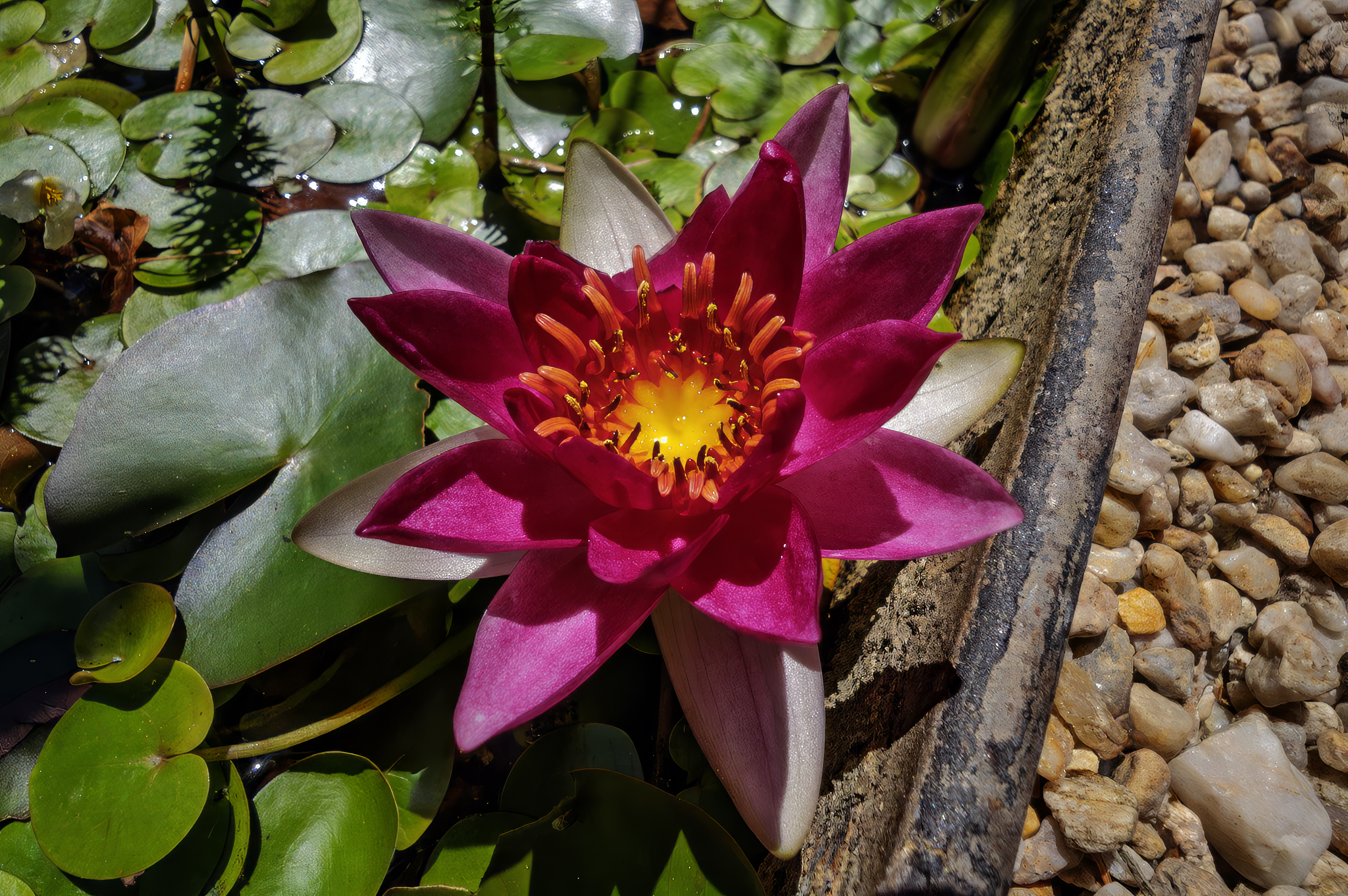
Nymphaea ‘James Brydon’ fleur
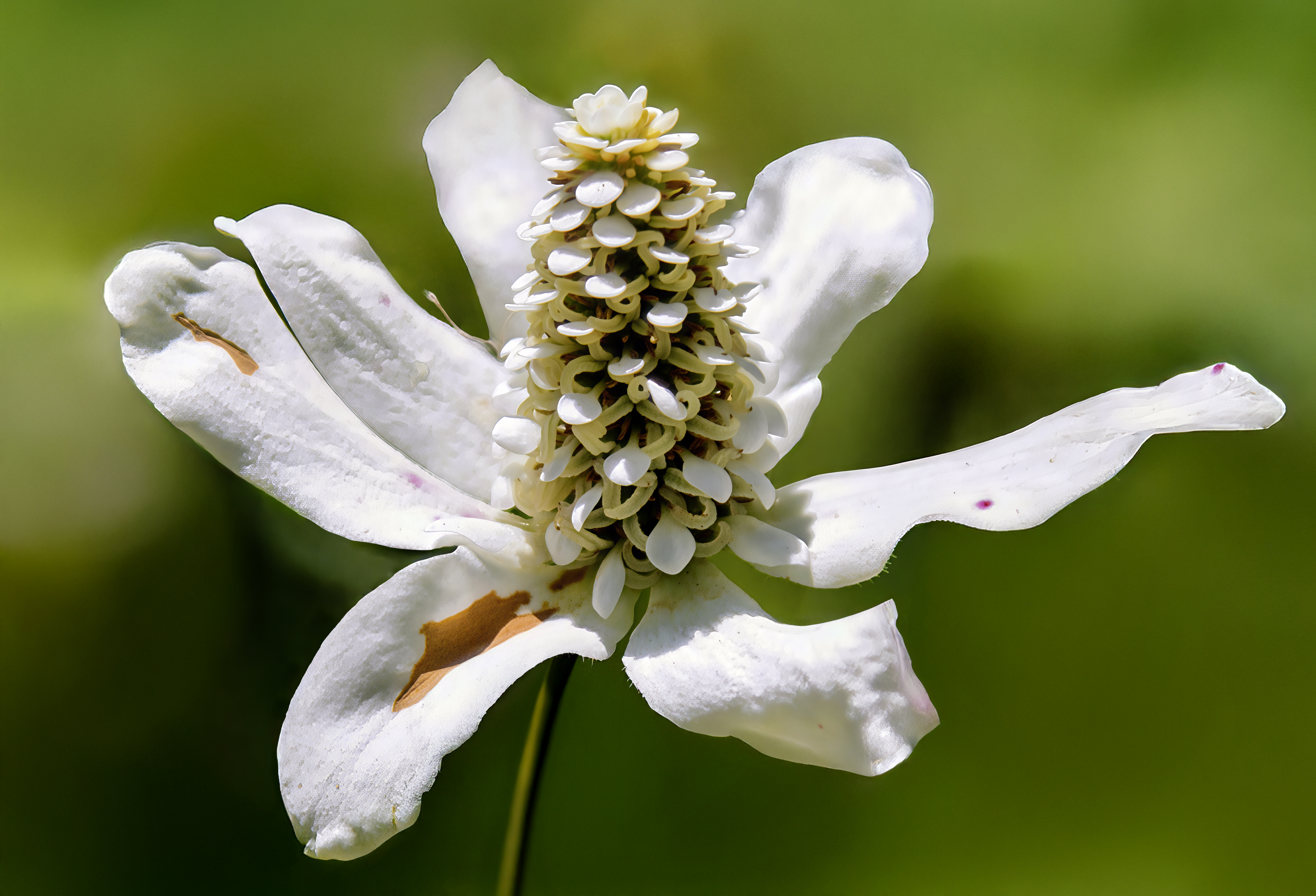
Anemopsis californica fleur
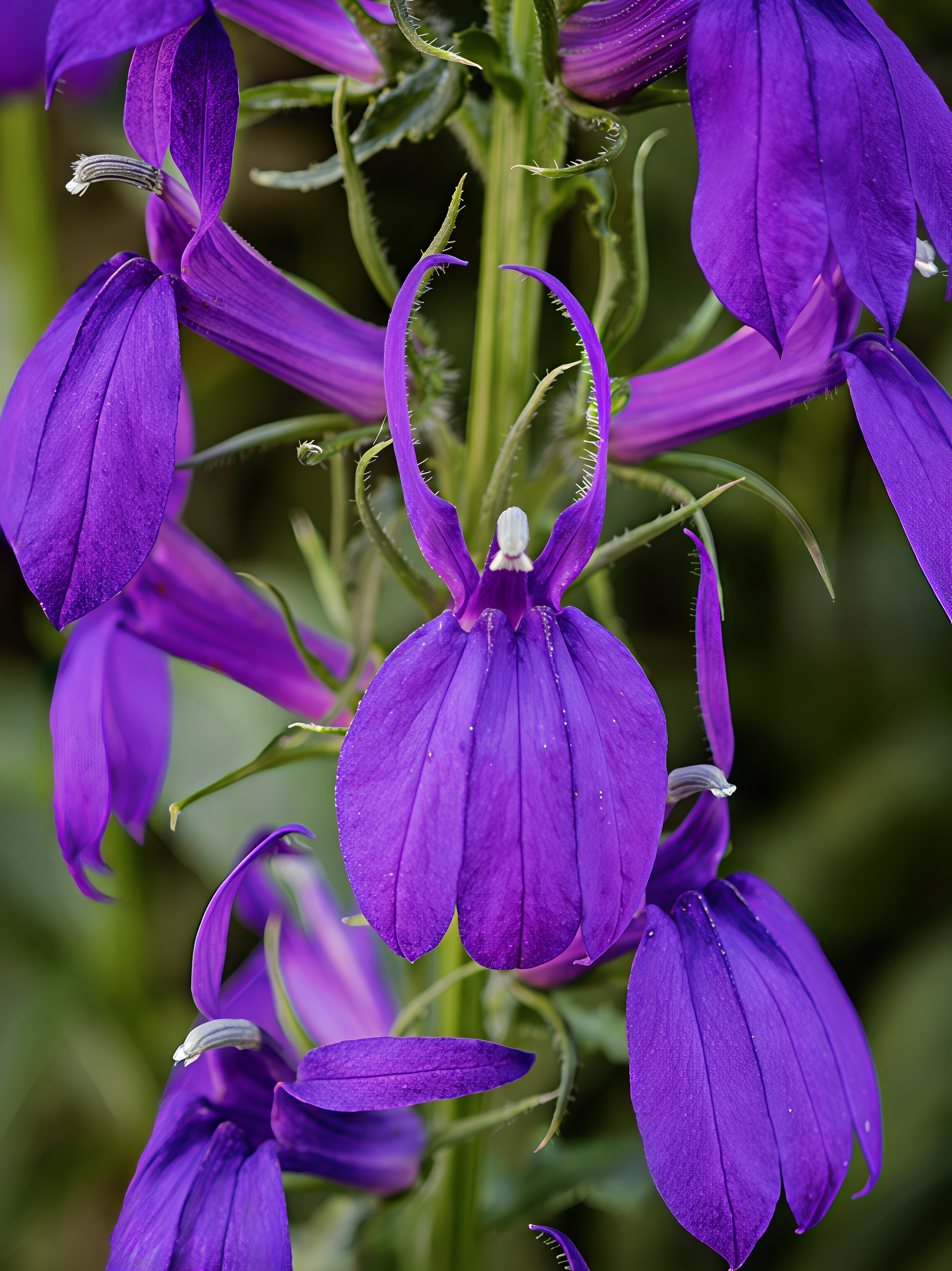
Lobelia speciosa fleurs

## Travaux
De juin 2018 à octobre 2019, le musée des Amériques - Auch a fermé ses portes pour des travaux. Ces travaux ont eu pour but de créer une nouvelle billetterie-boutique. L'entrée ancienne a été condamnée et une nouvelle entrée établie rue Bregail, où se trouve le jardin des Jacobins. Un nouvel atrium a été construit à l'entrée, d'où démarre la visite depuis la réouverture le 13 octobre 2019. Le jardin des Jacobins a subi lui aussi des modifications puisqu'une partie engazonnée a été créée.